# Anne Eriksen
Anne Eriksen (27 juli 1926 - 15 april 2010) was een schaatsster uit Noorwegen.

## Resultaten

### Wereldkampioenschappen
| Jaar | Jaar     | Plaats  | Resultaten  | Resultaten                             |
| ---- | -------- | ------- | ----------- | -------------------------------------- |
| 1947 | Allround | Drammen | 5e Allround | 7e 500 m 6e 1000 m 6e 3000 m 7e 5000 m |

### Noorse kampioenschappen
| Jaar | Resultaten  | Resultaten                              |
| ---- | ----------- | --------------------------------------- |
| 1946 | 5e Allround | 7e 500 m 8e 1000 m 6e 1500 m 5e 3000 m  |
| 1947 | 8e Allround | 5e 500 m 12e 1000 m 5e 1500 m 9e 3000 m |
| 1948 | 6e Allround | 7e 500 m 7e 1000 m 6e 1500 m 6e 3000 m  |

## Persoonlijke records
| Afstand    | Tijd     | Datum            | Baan    |
| ---------- | -------- | ---------------- | ------- |
| 500 meter  | 55,50    | 1 februari 1947  | Tinn    |
| 1000 meter | 1.59,20  | 21 februari 1948 | Larvik  |
| 1500 meter | 3.03,20  | 1 februari 1947  | Tinn    |
| 3000 meter | 6.25,40  | 21 februari 1948 | Larvik  |
| 5000 meter | 11.45,00 | 8 februari 1947  | Drammen |